# (2470) Agematsu
(2470) Agematsu (1976 UW15; 1940 LA; 1971 SV1; 1973 AU; 1976 SW5; 1981 WH4) ist ein ungefähr elf Kilometer großer Asteroid des äußeren Hauptgürtels, der am 22. Oktober 1976 von den Japanischen Astronomen Hiroki Kōsai und Kiichirō Furukawa am Kiso-Observatorium am Berg Ontake-san in Kiso-machi im Landkreis Kiso-gun, Präfektur Nagano in Japan (IAU-Code 381) entdeckt wurde. Er gehört zur Koronis-Familie, einer Gruppe von Asteroiden, die nach (158) Koronis benannt ist.

## Benennung
(2470) Agematsu wurde nach der japanischen Stadt Agematsu benannt, da dies eine der drei Städte ist, zu denen das Kiso-Obersvatorium gehört. Nach den anderen beiden Städten wurden die Asteroiden (2924) Mitake-mura und (2960) Ohtaki benannt.